# 淇譽電子
淇譽電子科技股份有限公司（英語：Jazz Hipster Co.；簡稱淇譽電子）是台灣一家喇叭、揚聲器代工製造商，成立於1981年。主要業務涵蓋單體喇叭及音響成品設計代工，客群包含歐美及日本，生產基地設於大陸深圳, 並於美國、印尼等地設有分支機構。

## 歷史沿革
公司於1981年由創辦人許文銓 （页面存档备份，存于）成立，2003年上櫃掛牌交易。
2013年11月公司在印尼投資成立和豐公司，開拓通路行銷自有品牌產品。
2019 開發國產醫療智慧喇叭
2022 年以經營私有化為由退出櫃買市場。
2023年取得「汽車產業中的質量管理系統認證標準－IATF16949認證」